# XPO
XPO, ou jusqu'en 2022XPO Logistics, est une entreprise américaine de logistique fondée en 1989. Le siège social de la compagnie est situé à Greenwich dans le Connecticut. Elle compte trois divisions : transport / chaîne d'approvisionnement / air et mer.

## Histoire

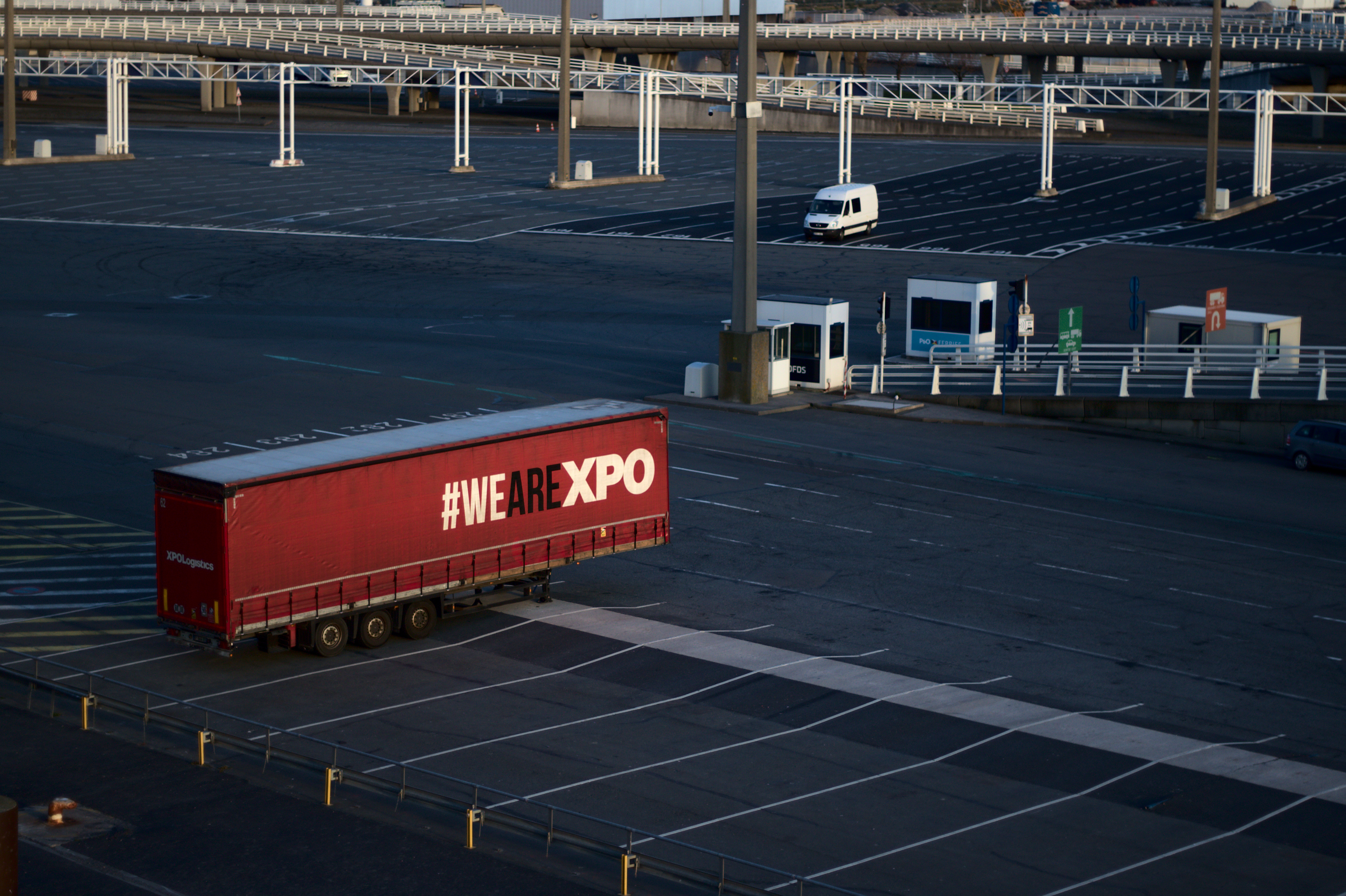
Remorque XPO stationnée sur le parking du terminal ferry du port de Calais

En avril 2015, XPO Logistics acquiert Norbert Dentressangle au prix de 2,17 milliards de dollars, en plus d'un transfert de dette de 1,08 milliard d'euros. L'ensemble des opérations de Norbert Dentressangle a vocation à être renommé sous la marque XPO Logistics mais des inquiétudes apparaissent quelques mois après le rachat pour le groupe européen, après le remplacement du patron français par un dirigeant résidant hors du continent européen et ne sachant pas parler le français. Le nouvel ensemble possède 52 350 salariés.
En mai 2015, XPO Logistics acquiert pour 100 millions de dollars l'entreprise américaine Bridge Terminal, spécialisée dans le transport de courte distance. Le même mois, XPO annonce une levée de fonds de 3,26 milliards de dollars, dont 1,26 milliard par l'introduction en bourse de nouvelles actions et 2 milliards par emprunt, dans le but de financer son acquisition de Norbert Dentressangle, ainsi que d'autres acquisitions futures.
En septembre 2015, XPO Logistics acquiert Con-way, une entreprise de logistique américaine spécialisée dans le fret en chargement partiel, pour 3 milliards de dollars en liquidité,,. Depuis cette acquisition, XPO Logistics a un chiffre d'affaires de 15 milliards de dollars pour 84 000 salariés, plus de 1 469 sites répartis sur 32 pays. XPO Logistics est rentré dans le top 8 mondial des logisticiens.
En août 2021, XPO Logistics scinde ses activités dans les activités de l'entreposage sous le nom de GXO Logistics.
En mars 2022, XPO Logistics annonce son intention de se séparer de ses activités en Europe, soit par une vente, soit par une mise en bourse, et annonce dans le même temps vouloir scinder ses activités an Amérique du Nord entre ses activités en LTL et ses activités de courtage de camions.

## Controverses
La direction de XPO Logistics exerce une importante pression sur les syndicats. Un chauffeur syndiqué peut rencontrer plus de difficultés pour obtenir un travail. Au contraire, les « briseurs de grève » reçoivent des bonus en remplaçant des chauffeurs grévistes.